# سفر ماجرایی

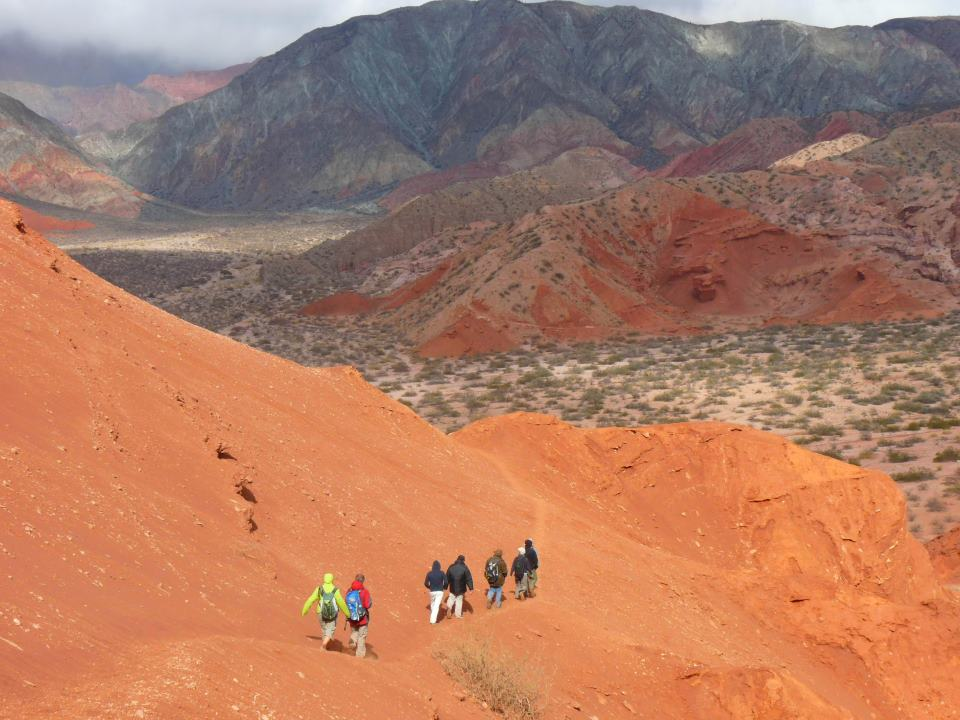
یک تور ماجرایی به منطقهٔ Quebrada de las Conchas

سفر ماجرایی (انگلیسی: Adventure travel) یک نوع از گردشگری و زیرمجموعهٔ جهانگردی در قالب مسافرت می‌باشد که در عین‌حال، ممکن است که همراه با ریسک و خطر بالقوه باشد و به همین مناسبت، نیازمند مهارت‌های تخصصی و فیزیکی بسیاری است. در دهه‌های اخیر گردشگری ماجراجویی رشد فزاینده‌ای داشته است، بسته به منطقهٔ مقصد در جهت گردش و کاوش این نوع از گردشگری نیازمند وسایل و پیش‌شرط‌های ویژه‌ای است، بخش‌های متنوعی از جمله رودگردی، دوچرخه‌سواری کوهستان، سنگ‌نوردی، کوهنوردی و برخی دیگر، تنها با هماهنگی مقامات محلی و مجهز شدن به بدیهی‌ترین امکانات این رشته‌ها از جمله (GPS) و کیت کمک‌های اولیه ممکن است.